# Blond niebezpieczeństwo
Blond niebezpieczeństwo (ang. Vivacious Lady) – amerykański film komediowy z 1938 roku.

## Treść
Peter Morgan, profesor botaniki w czasie krótkiego pobytu na Manhattanie poznaje piosenkarkę Francey. Oboje zakochują się w sobie i biorą szybki ślub. Ponieważ jednak Peter nie powiadomił swoich konserwatywnych rodziców o ślubie, boi się ich reakcji. Oboje postanawiają, że tymczasowo, Francey będzie udawała jedną ze studentek botaniki.

## Obsada
- Ginger Rogers: Francey
- James Stewart: Peter Morgan
- James Ellison: Keith Morgan
- Beulah Bondi: Pani Morgan
- Charles Coburn: Pan Morgan
- Frances Mercer: Helen
- Phyllis Kennedy: Jenny
- Franklin Pangborn: Manager
- Grady Sutton: Culpepper
- Jack Carson: Charlie
- Alec Craig: Joseph
- Willie Best: Porter